# Bertrand Ketchanke
Bertrand Ketchanke (* 14. Juni 1980) ist ein ehemaliger mauretanischer Fußballspieler.

## Karriere
Ketchanke begann seine Karriere in der zweiten Mannschaft von Stade Rennes, anschließend wechselte er zu Stade Reims, kehrte aber ein Jahr später wieder zurück nach Rennes. Anschließend spielte er für verschiedene Vereine in Europa und Afrika, zuletzt beim FC Jeunesse Lorraine Arlon in Belgien, wo er 2017 seine Karriere beendete.
Für die mauretanische Nationalmannschaft kam er 2004 bei der 0:3-Niederlage in Simbabwe einmal zum Einsatz.